# Тодоров Михайло Дмитрович
Миха́йло Дми́трович То́доров (24 травня (6 червня) 1915, Великий Буялик, Одеський повіт, Херсонська губернія — 24 квітня 1997, Одеса) — український живописець. Заслужений діяч мистецтв УРСР (1967).

## Життєпис
У 1934—1939 рр. вчився в Одеському художньому училищі у Леоніда Мучника і Юлія Бершадського, після чого продовжив навчання в Інституті імені Рєпіна в Ленінграді (1939—1949 рр.) у Бориса Йогансона і Олександра Зайцева. Активну творчу і виставкову діяльність розпочав з 1945 року. У 1949 році був прийнятий до Спілки художників СРСР. У 1949—1957 рр. викладав малюнок, живопис і композицію в Одеському художньому училищі (серед учнів: Володимир Хоренко). Протягом багатьох років був головою одеської обласної організації Спілки художників.

## Творчість
Його твори з успіхом експонувалися на республіканських і всесоюзних художніх виставках, а також в Болгарії, Угорщині, Італії, Єгипті, Японії.
Пейзажі («Ранок» 1965—1967; «У горах Криму» 1969), тематичні картини («В парку культури ім. Шевченка» 1964; «На байдарках» 1967, «Вічний вогонь» 1970).